# DFS-Kopernikus 2
O DFS-Kopernikus 2 (também conhecido apenas por DFS-2) foi um satélite de comunicação geoestacionário alemão construído pela GESAT (MBB, Dornier, ANT, Siemens, SEL). Ele esteve localizado na posição orbital de 28,5 graus de longitude leste e era operado pela Deutsche Telekom Bundespos (atual Deutsche Telekom). O satélite foi baseado na plataforma GESAT-Bus e sua expectativa de vida útil era de 10 anos. O mesmo saiu de serviço em setembro de 2001.

## História
A série de satélites DFS estreou em 1989 com o lançamento do DFS-Kopernikus 1 e o seu terceiro e último satélite, o DFS-Kopernikus 3, foi lançado em 1992. Ordenado em 1983 e produzido pelo consórcio GESAT da MBB (contratante principal no segmento de voo), Siemens (contratante principal no geral), ANT Nachrichtentechnik (payload), a Standard Elektrik Lorenz (equipamento de comutação digital), e a Dornier Systems (sistema de controle de solo), os satélites DFS são menores do que os satélites TV-Sat  1 e 2: massa em órbita do DFS é de 850 kg com um painel solar de 15,4 m fornecendo até 1,5 kW de potência elétrica.
A carga de comunicações do satélite incluía dez transponders de 14/11-12 GHz com cinco peças sobressalente e um transponder experimental de 30/20 GHz.

## Lançamento
O satélite foi lançado com sucesso ao espaço no dia 24 de julho de 1990, por meio de um veículo Ariane-44L H10, lançado a partir do Centro Espacial de Kourou, na Guiana Francesa, juntamente com o satélite TDF-2. Ele tinha uma massa de lançamento de 1.415 kg.

## Capacidade e cobertura
O DFS-Kopernikus 2 era equipado com 10 (mais 5 de reserva) transponders em banda Ku e um em banda Ka que prestavam serviços telecomunicações à Alemanha.